# Julija Sergejewna Kalabina
Julija Sergejewna Kalabina (russisch Юлия Сергеевна Калабина; englische Schreibweise Yuliya Kalabina; * 27. März 1990) ist eine ehemalige russische Tennisspielerin.

## Karriere
Kalabina spielte vor allem bei Turnieren der ITF Women’s World Tennis Tour, wo sie neun Titel im Einzel und zehn im Doppel gewinnen konnte.

## Turniersiege

### Doppel
| Nr. | Datum              | Turnier             | Kategorie   | Belag             | Partnerin             | Finalgegnerinnen                            | Ergebnis  |
| --- | ------------------ | ------------------- | ----------- | ----------------- | --------------------- | ------------------------------------------- | --------- |
| 1.  | 28. Juni 2008      | Almaty              | ITF $10.000 | Sand              | Volha Duko            | Aleksandra Razumova Svetlana Smirnova       | 6:4, 6:4  |
| 2.  | 17. Mai 2009       | Sankt Petersburg    | ITF $10.000 | Hartplatz (Halle) | Marta Sirotkina       | Awgusta Zybyschewa Marija Scharkowa         | 6:1, 6:2  |
| 3.  | 2. Oktober 2010    | Butscha             | ITF $25.000 | Sand              | Tatiana Kotelnikova   | Walentina Iwachnenko Anastasiya Lytovchenko | 6:3, 7:5  |
| 4.  | 31. August 2012    | Sankt Petersburg    | ITF $10.000 | Sand              | Olga Doroschina       | Darja Lebeschawa Julija Waletowa            | 6:0, 6:4  |
| 5.  | 20. September 2012 | Batumi              | ITF $15.000 | Hartplatz         | Jewgenija Paschkowa   | Alena Fomina Hanna Schkudun                 | 7:65, 6:1 |
| 6.  | 8. Dezember 2012   | Antalya             | ITF $10.000 | Sand              | Swjatlana Piraschenka | Manon Arcangioli Laëtitia Sarrazin          | 6:3, 7:5  |
| 7.  | 13. April 2013     | Scharm asch-Schaich | ITF $10.000 | Hartplatz         | Juan Ting-fei         | Nikola Fraňková Michaela Frlicka            | 6:3, 6:4  |
| 8.  | 21. Februar 2014   | Buenos Aires        | ITF $10.000 | Sand              | Irina Chromatschowa   | Fernanda Brito Carolina de los Santos       | 6:3, 6:2  |
| 9.  | 28. Februar 2014   | Buenos Aires        | ITF $10.000 | Sand              | Irina Chromatschowa   | Ana Victoria Gobbi Monllau Constanza Vega   | 6:1, 6:1  |
| 10. | 2. August 2014     | Telawi              | ITF $10.000 | Sand              | Anastasia Vdovenco    | Alena Fomina-Klotz India Maggen             | 7:64, 6:2 |